# Scugnizzo

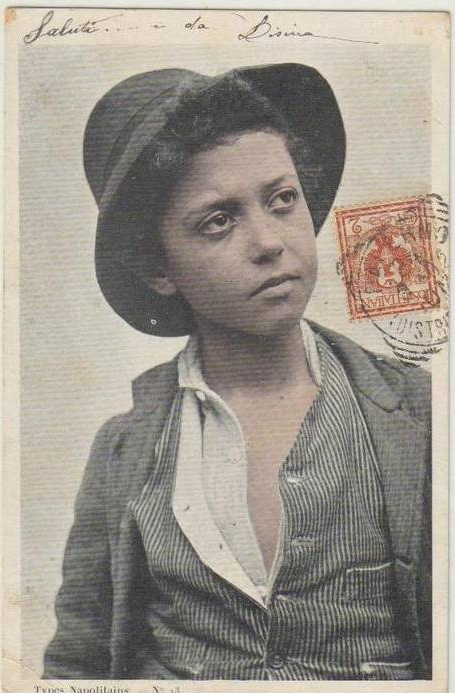
Uno scugnizzo nel XIX secolo

La parola "scugnizzo" (pronunciato [ʃkuˈɲːit͡sːə])  indica un «monello di strada partenopeo» . È un termine napoletano, poi entrato nell'uso anche in italiano.

## Storia

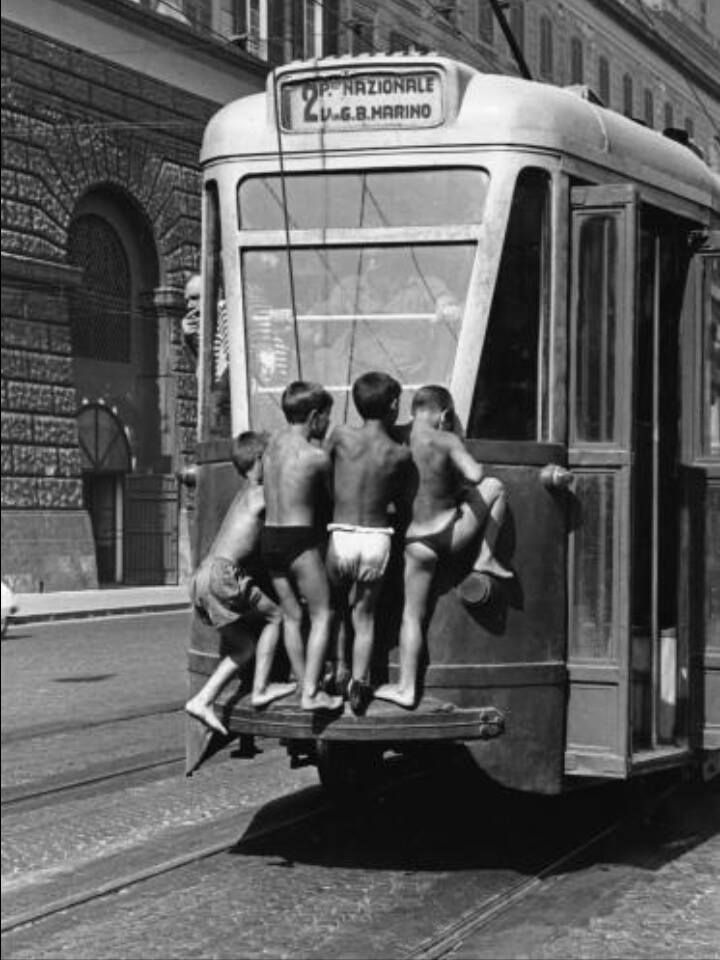
Ragazzini di strada aggrappati ad un tram

Le prime attestazioni del termine risalgono al 1895, quando se ne registra l'uso da parte di Ferdinando Russo: «In gergo, questi ragazzi, che si avviano spensieratamente per la strada delle carceri e del domicilio coatto, vengono denominati scugnizzi». Nel 1897 furono pubblicati dei sonetti di Russo intitolati proprio 'E scugnizze. Ferdinando Russo chiarì che si trattava di un termine utilizzato nell'ambito della malavita napoletana, e si conosceva già nel 1888. Le origini del termine vengono fatte risalire però ai periodi successivi all'unificazione d'Italia a Torino. Secondo altre teorie, il termine "scugnizzo" poteva derivare dal verbo latino excuneare («rompere con forza», «spaccare»).

### Quattro giornate

«Scugnizzo» armato.

Lo scugnizzo è una figura simbolo dell'insurrezione contro le truppe tedesche, le celebri quattro giornate di Napoli del 27-30 settembre 1943. Molti furono infatti gli scugnizzi che presero parte a questo noto episodio della resistenza italiana all'occupazione nazista.  Un monumento «allo scugnizzo» sorge alla Riviera di Chiaia, in piazza della Repubblica. Fu progettato dallo scultore Marino Mazzacurati nel 1963, e consiste in una statua di pietra che ritrae gli scugnizzi su ognuno dei quattro lati.

## Utilizzo del termine
Nella cultura popolare, la figura dello "scugnizzo", nonostante sia spesso impertinente e ineducata, viene recepita come simpatica e positiva: per questo viene spesso scelto come protagonista o personaggio di film come L'ultimo scugnizzo (1938), Paisà (1946), Uno scugnizzo a New York (1984), Troppo Forte (1986), nel personaggio di Capua (interpretato da Sal da Vinci), e Scugnizzi (1989).
Giulia Civita Franceschi cercò di ribaltare lo stereotipo dello scugnizzo con un progetto educativo incentrato sulla ricostruzione degli affetti.

## Nell'arte
Giovanni De Martino (1870-1935), attivo tra Parigi e Napoli, è noto per la rappresentazione di piccoli busti di "scugnizzi" in bronzo dai tratti realistici, divenendo noto anche come "Lo scultore dei bambini", per i quali ottenne diversi riconoscimenti internazionali, tra cui il premio speciale al "Salon di Parigi" del Museo del Louvre nel 1900.